# 1793 في فرنسا
فيما يلي قوائم الأحداث التي وقعت خلال عام 1793 في فرنسا.

## أحداث
- 29 أغسطس – حصار طولون
- 21 يناير – إعدام لويس السادس عشر

## كتب
من الكتب التي صدرت هذه السنة في فرنسا:
- 1 يناير – عشاء بوكير من تأليف نابليون الأول.

## مواليد

### يناير
- 1 يناير – فيكتور الأفيروني

### سبتمبر
- 3 سبتمبر – إميل غيلبرت مهندس معماري فرنسي.

### نوفمبر
- 7 نوفمبر – أنطوان كلوت طبيب فرنسي.
- 15 نوفمبر – ميشال شال رياضياتي فرنسي.

## وفيات

### يناير
- 21 يناير – لويس السادس عشر ملك فرنسا (مواليد 1754) سياسي فرنسي.

### يوليو
- 17 يوليو – شارلوت كورديه (مواليد 1768)

### سبتمبر
- 24 سبتمبر – البارون دي توت (مواليد 1733)

### أكتوبر
- 9 أكتوبر – جان جوزيف ماري أميوت (مواليد 1718)

### نوفمبر
- 3 نوفمبر – أوليمب دو غوج (مواليد 1748)
- 6 نوفمبر – لويس فيليب الثاني (مواليد 1747) سياسي فرنسي.
- 12 نوفمبر – جان سيلفان بايي (مواليد 1736)

### ديسمبر
- 30 ديسمبر – نويل مارتن جوزيف دي نيكر (مواليد 1730)